# Eva Kallin
Pour les articles homonymes, voir Kallin.
Eva Marianne Kallin Pohlmann est une mathématicienne américaine, professeure émérite de mathématiques à l'université Brown. Ses recherches portent sur les algèbres de fonctions (en), la convexité polynomiale (en), et les axiomes de Tarski pour la géométrie euclidienne.

## Carrière
Kallin étudie à l'université de Californie à Berkeley en premier cycle, et a obtenu un A. B. en mathématiques, en 1953, et un M. Sc. en 1956. En 1956-1957, alors qu'elle travaille comme étudiante auprès d'Alfred Tarski, Kallin contribue à simplifier les axiomes de Tarski pour la théorie de premier ordre de la géométrie euclidienne, en montrant que plusieurs des axiomes présentés à l'origine par Tarski n'ont pas besoin d'être déclarés comme axiomes, mais pourraient plutôt être prouvés comme théorèmes à partir des autres axiomes,
Kallin obtient son Ph. D., en 1963 à Berkeley, sous la supervision de John L. Kelley. Sa thèse, longue de seulement 14 pages, concerne les algèbres de fonctions, et un résumé de ses résultats a été publié dans les Proceedings of the National Academy of Sciences. L'un de ses résultats, stipulant que toute algèbre topologique (en) n'est pas localisable, est devenu un « contre-exemple bien connu ».
Dans l'étude des espaces vectoriels complexes, un ensemble S est dit polynomialement convexe si, pour tout point x à l'extérieur de S, il existe un polynôme dont la valeur absolue complexe en x est supérieure à tout point de S. Cette condition généralise la notion ordinaire d'un ensemble convexe, qui peut être séparé de tout point à l'extérieur de l'ensemble par une fonction linéaire. Cependant, les ensembles polynomialement convexes ne se comportent pas aussi bien que des ensembles convexes. Kallin étudie les conditions dans lesquelles les réunions de  boules convexes sont polynomialement convexes, et trouve un exemple de trois  cylindres cubiques disjoints dont la réunion n'est pas polynomialement convexe. Dans le cadre de son travail sur la convexité polynomiale, elle prouve un résultat maintenant connu comme le lemme de Kallin, donnant des conditions dans lesquelles l'union de deux ensembles polynomialement convexes reste lui-même polynomialement convexe,.